# Seki (go)
Pour les articles homonymes, voir Seki.

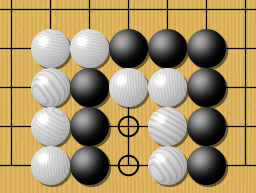
Groupes en seki

Au go, le terme seki (transcrit du japonais  セキ, seki ; en coréen : 빅, bik ;  chinois simplifié : 共活 ou 双活 ; pinyin : gòng húo ou shũang húo, littéralement vie mutuelle) désigne une configuration d'« équilibre de la terreur », dans laquelle deux (ou plusieurs) groupes instables engagés dans une course aux libertés ne peuvent continuer à menacer l'adversaire sans perdre eux-mêmes le combat. Ces configurations ont dans certains cas amené à créer une  règle spéciale pour pouvoir compter les parties où elles apparaissent.

## Définition
|  |  |  |  |  |  |  |  |  |
|  |  |  |  |  |  |  |  |  |
|  |  |  |  |  |  |  |  |  |
|  |  |  |  |  |  |  |  |  |
|  |  |  |  |  |  |  |  |  |
|  |  |  |  |  |  |  |  |  |
|  |  |  |  |  |  |  |  |  |
|  |  |  |  |  |  |  |  |  |
|  |  |  |  |  |  |  |  |  |

Figure 1 : un seki simple
La définition naïve d'un seki est qu'il s'agit d'une situation d'impasse (ou d'équilibre de la terreur) où un joueur qui tente de capturer un groupe de l'adversaire se fait prendre le premier, comme dans la figure ci-contre, où jouer en a (ou en b) pour l'un des deux joueurs amène à la capture de son propre groupe lorsque l'adversaire répond en b (ou respectivement en a). Aucun des deux joueurs n'a donc plus intérêt à continuer le combat, et la position restera normalement dans cet état jusqu'à la fin de la partie. Plus généralement, on parle de seki lorsque continuer le combat amènerait à une perte de points pour le joueur ayant initié la séquence.
Cependant, contrairement à d'autres concepts de base du go, tels que le ko, la notion de seki ne peut être définie rigoureusement de manière parfaitement objective, et dépend un peu du niveau technique des joueurs ; bien qu'on n'ait pas de vrais exemples d'erreurs commises sur ce point par des joueurs professionnels, il n'est pas en théorie impossible d'imaginer des configurations de seki si complexes qu'elles dépasseraient les capacités d'analyse de ces derniers. En effet, dans des combats mettant en jeu plus de deux groupes, de nombreuses situations rares (et paradoxales pour le joueur non expert) peuvent survenir, allant de l'existence d'intersections apparemment neutres, mais qu'un seul joueur peut occuper, à la possibilité de sacrifier un des groupes pour en capturer un autre plus gros ; certaines de ces exceptions seront analysées en fin d'article. Lorsque l'une d'entre elles apparaît, il peut arriver que, par erreur, l'un des joueurs continue le combat et du coup le perde, alors qu'il suffisait de jouer « ailleurs » pour que la situation reste stabilisée en seki.

## Types de seki

### Seki par impossibilité d'approche
|  |  |  |  |  |  |  |  |  |
|  |  |  |  |  |  |  |  |  |
|  |  |  |  |  |  |  |  |  |
|  |  |  |  |  |  |  |  |  |
|  |  |  |  |  |  |  |  |  |
|  |  |  |  |  |  |  |  |  |
|  |  |  |  |  |  |  |  |  |
|  |  |  |  |  |  |  |  |  |
|  |  |  |  |  |  |  |  |  |

Figure 2 : seki entre deux groupes
 ayant chacun un œil
|  |  |  |  |  |  |  |  |  |
|  |  |  |  |  |  |  |  |  |
|  |  |  |  |  |  |  |  |  |
|  |  |  |  |  |  |  |  |  |
|  |  |  |  |  |  |  |  |  |
|  |  |  |  |  |  |  |  |  |
|  |  |  |  |  |  |  |  |  |
|  |  |  |  |  |  |  |  |  |
|  |  |  |  |  |  |  |  |  |

Figure 3 : seki entre trois groupes
C'est le cas déjà vu plus haut, venant de ce que tenter de capturer un groupe de l'adversaire résulte en une perte de liberté fatale à son propre groupe. Trois configurations de ce type apparaissent assez souvent dans des parties de bons joueurs : il s'agit de combats entre deux groupes sans yeux (figure 1), entre deux groupes ayant chacun un œil (figure 2) et, nettement plus rarement, entre trois groupes dans la configuration représentée figure 3.
|  |  |  |  |  |  |  |  |  |
|  |  |  |  |  |  |  |  |  |
|  |  |  |  |  |  |  |  |  |
|  |  |  |  |  |  |  |  |  |
|  |  |  |  |  |  |  |  |  |
|  |  |  |  |  |  |  |  |  |
|  |  |  |  |  |  |  |  |  |
|  |  |  |  |  |  |  |  |  |
|  |  |  |  |  |  |  |  |  |

Figure 4 : Un semeai 
se terminant en seki
Il est rare qu'un combat de ce type (une course aux libertés) soit déjà clairement en impasse dès qu'il commence ; un compte de libertés est donc nécessaire pour déterminer le statut final des groupes, et en particulier s'il est possible d'abandonner le combat ou s'il faut rajouter un coup : dans l'exemple de la figure 4, il y a trois libertés mutuelles (notées c) et Blanc a encore deux libertés extérieures en a, Noir n'en ayant plus qu'une en b ; le combat est néanmoins déjà terminé (en seki) et Noir peut jouer ailleurs sans danger :  si Blanc joue en b (ou en c), Noir répond en a  et Blanc ne peut plus détruire le seki.
Des formules généralisant cette analyse figurent dans de nombreux traités élémentaires ; ainsi, dans le cas d'un combat entre deux groupes sans yeux, si a est le nombre de libertés extérieures du groupe blanc, b celui des libertés du groupe noir, c le nombre de libertés mutuelles, et que {\displaystyle a\geq b}, le combat se termine en seki, même si Blanc commence, si {\displaystyle c>a-b+1} ; de même, dans un combat entre deux groupes ayant un œil, le combat se termine en seki si {\displaystyle c>a-b}.

### Seki par forme
|  |  |  |  |  |  |  |  |  |
|  |  |  |  |  |  |  |  |  |
|  |  |  |  |  |  |  |  |  |
|  |  |  |  |  |  |  |  |  |
|  |  |  |  |  |  |  |  |  |
|  |  |  |  |  |  |  |  |  |
|  |  |  |  |  |  |  |  |  |
|  |  |  |  |  |  |  |  |  |
|  |  |  |  |  |  |  |  |  |

Figure 5 : seki par forme
Il s'agit de configurations provenant le plus souvent de tentatives de destruction des deux yeux d'un groupe par parachutage de pierres (nakade) à l'intérieur de l'espace qu'il encercle. Les pierres parachutées pourraient être capturées, mais l'espace libéré serait insuffisant pour former deux yeux ; inversement, rajouter encore d'autres pierres à l'intérieur ne ferait qu'offrir à l'adversaire un espace assez large pour qu'il vive inconditionnellement ; les deux joueurs n'ont donc plus intérêt à continuer le combat. Ainsi, figure 5, Noir peut capturer les pierres blanches en jouant en a, mais Blanc rejouera alors en , au centre de la formation, tuant le groupe ; inversement, si Blanc joue en a, sacrifiant une quatrième pierre, la forme noire qui en résulte est vivante.

### Autres configurations
|  |  |  |  |  |  |  |  |  |
|  |  |  |  |  |  |  |  |  |
|  |  |  |  |  |  |  |  |  |
|  |  |  |  |  |  |  |  |  |
|  |  |  |  |  |  |  |  |  |
|  |  |  |  |  |  |  |  |  |
|  |  |  |  |  |  |  |  |  |
|  |  |  |  |  |  |  |  |  |
|  |  |  |  |  |  |  |  |  |

Figure 6 : après cette séquence,
 Noir passe et vit en seki
De nombreuses autres configurations de combat peuvent finir en seki, parfois pour des raisons n'entrant pas dans l'un des deux cas précédents. Mais leur apparition en partie réelle est exceptionnelle, et elles n'ont été découvertes que par des compositeurs de problèmes, puis par les efforts de spécialistes de la théorie mathématique du jeu.
Ainsi, le dernier problème du Igo Hatsuyōron (problème 183) est un combat couvrant tout le terrain, et qui se termine avec tous les groupes en seki, certaines des configurations apparaissant (un seki entre quatre groupes, par exemple) étant bien peu naturelles. De même la solution du problème de la figure 6 est un étrange seki, qui a fait trébucher beaucoup de joueurs forts[réf. souhaitée] : après la séquence, si Noir continuait en a, Blanc le tuerait en jouant en b, inversement, si Blanc jouait en b, Noir répondrait en c, puis capturerait quatre pierres (en a) et vivrait.

## Questions de règles
Certaines règles, calquées sur la règle chinoise moderne (comme, par exemple, la règle française) n'ont pas besoin de définir la notion de seki : dans ces règles, le score final est déterminé par les pierres subsistant sur le terrain, qu'elles soient en seki ou non. Mais la règle traditionnelle japonaise considère qu'il n'y a pas de points dans les sekis (et donc que Blanc, dans le seki de la figure 3, ne marque aucun point, contrairement à ce qui se passe en règle chinoise, où il ajoute à son score les deux points des intersections qu'il contrôle seul) ; il est donc nécessaire pour les joueurs japonais (et coréens) de définir rigoureusement ce qu'est un seki.
La définition retenue par la règle japonaise (de 1989)  est qu'un ensemble de groupes est en seki s'ils sont vivants (c'est-à-dire si on ne peut les capturer face à une défense optimale)  et s'il reste des intersections libres (des dames) entre eux après que la partie soit terminée. Cela amène à ce que la phase finale de comblage des intersections libres (qui, jusque-là, était considérée comme simple prélude au décompte final, et était souvent jouée rapidement sans même respecter l'alternance) doive désormais être menée jusqu'au bout, tout  dame subsistant étant réputé « prouver » qu'il y a un seki ; plusieurs contestations en parties officielles ont déjà eu lieu à ce sujet[réf. souhaitée].
Inversement, des tentatives ont été faites pour affiner encore la règle chinoise, et considérer que les intersections neutres a et b du seki de la figure 1 devraient rapporter plus de points à Blanc qu'à Noir (puisque Blanc occupe les trois-cinquièmes de leur frontière) ; c'est ce que stipulait la version initiale de la règle Ing, qui fut effectivement utilisée lors de la première édition de la Coupe Ing en 1988.
Quelques étranges conséquences de la formulation précise des règles ont été construites par les théoriciens du jeu (mais ne semblent pas être encore apparues en compétition entre professionnels) ; ainsi, un seki très classique (une formation connue sous le nom de « cinq courbés dans le coin ») pourrait être détruit (en appliquant la règle française) dans certaines circonstances exceptionnelles. La majorité des joueurs (quand ils sont conscients de cette difficulté) semblent estimer que son importance pratique reste négligeable.
La vie au clair de lune est un exemple de configuration de seki amenant à des problèmes de règles : les deux groupes sont séparés par un double ko indestructible, ce qui procure une infinité de menaces de ko pour empêcher la capture de groupes apparemment complètement morts ; les règles japonaises et chinoises divergent sur ce qu'il faut penser de cette situation.